# プレイコミック
『プレイコミック』は、秋田書店の発行していた男性（社会人）向け漫画雑誌。1968年6月1日創刊（月2回刊）。2010年に月刊化され、2014年7月25日休刊。1975年から1980年代前半にかけては、姉妹誌『月刊プレイコミック』も存在していた。

## 概要
1968年6月1日創刊。創刊編集長は織田訓好が務めた。創刊より永らく月2回刊誌として刊行されていたが、2010年8月25日発売の同年10月号より月刊誌としてリニューアルした。
月2回刊時代の発売日は毎月第2・第4金曜日。リニューアル後は毎月25日発売（前々月発売）となった。
青年漫画誌としては最古参で、1967年創刊の『漫画アクション』（双葉社）、『ヤングコミック』（少年画報社）、翌1968年創刊の『ビッグコミック』（小学館）と共に新しい市場を開拓した。創刊から70年代末までは石森章太郎が長く表紙イラストを担当し、手塚治虫、佐藤まさあき、永島慎二、つのだじろう、松本零士、北野英明、田辺節雄、秋竜山、はらたいら、吾妻ひでおなどがレギュラー執筆者だった。また、大藪春彦、川上宗薫などの小説も掲載されていた。
80年代に入ると、作家陣の世代交代に失敗したことから低迷期に入り、休刊寸前へ追い込まれたが、新編集長に就任した大塚公平がアウトロー、ギャンブル、エロを中心に据えた泥臭い娯楽路線へ方向転換。真樹日佐夫・影丸穣也『新書ワル』、堂上まさ志『銀玉マサやん』、乾はるか『お元気クリニック』などのヒット作が出て、売り上げは大きく回復したが、大塚が『週刊少年チャンピオン』編集長へ異動した90年代後半以降は風俗ものやエロものが誌面の大半を占めるようになり、再び低迷期に入っていく。
2006年のNo.1より大幅なリニューアルが行われ、立原あゆみの新連載や平田弘史の時代物短編などを掲載し、正統派青年漫画誌への回帰を図った。しかし、この頃には単行本レーベルが弱体化しており、「創刊39周年記念連載攻勢第1弾」作品だったはずの『逃亡医F』が単行本化を見送られるなど売り上げの改善には繋がらなかった。作家陣の世代交代で『ヤングチャンピオン』との内容重複が生じたことから、2014年7月25日発売の9月号（通巻1072号）を以て休刊となった。
休刊直前の8月号に開始された新連載『徒然ホロ酔い散歩めし』などを含め、大半の掲載作品が最終9月号で完結したが、一部の作品は他誌へ移籍した。2014年9月30日に本誌から雑誌コードを引き継ぐ形で創刊された同種の雑誌『別冊ヤングチャンピオン』には『奮闘!びったれ』（同誌創刊号から『びったれ!!!』として再開）と『キューピー外伝 我妻涼』（同誌創刊号に2話連続掲載で完結。第2号：12月号から『QP 我妻涼 〜Desperado〜』として続編開始）の2作品が移籍。2014年10月21日にサービスを開始したウェブコミック配信サイト『チャンピオンクロス』には『優駿の門 チャンプ』（「菊花賞」編プロローグ：10月28日配信）が移籍した。

## 休刊時の連載作品
以下の項目は、最終号となった2014年9月号時点での掲載作品（読み切りを含まず）。※印の作品は最終号にて完結。
- QP外伝 我妻涼（原作：髙橋ヒロシ、作画：今村KSK、脚本：やべきょうすけ、NAKA雅MURA） → 『別冊ヤングチャンピオン』に移籍。
- 今日は死ぬのにもってこいの日（むとうひろし）
- 競馬と書いて何と読む!（立原あゆみ） ※
- 地獄の葬儀屋 デーモン豊作（作：三田武詩、画：叶精作） ※
- しゃぼんな毎日（渡辺電機(株)） ※
- 徒然ホロ酔い散歩めし（魚乃目三太） ※
- デフレスナイパーMOROZUMI（ルノアール兄弟） ※
- パチンコ・パチスロぎゃんぶるイズム（石山東吉） ※
- 美女斬り御免!!! 大江戸だるま剣（原作：鳴海丈、作画：花小路ゆみ） ※
- 本気! 外伝 クジラ（立原あゆみ） ※
- めしバカ（ロドリゲス井之介） ※
- 猛将たちの性（原案：末永文男、作画：ケン月影） ※
- ROCK&GEM（米原秀幸） ※
- 優駿の門 ASUMI（原作：赤見千尋、漫画：早川恵子、監修：やまさき拓味） ※
- 優駿の門 チャンプ（やまさき拓味） → Webコミック『チャンピオンクロス』に移籍。

## その他の連載作品

### あ行
- あいつとオレ（はしもとてつじ）
- あいつの四季報（てらおかみちお）
- アカマクラ（原作：夏原武、作画：石川雅楽）
- 明るい家電計画 のー研（能田達規）
- あげちゃう!女教師（大和正樹）
- アトミック街（いしかわじゅん）
- アナモルフォーズ（佐多みさき）
- 尼崎七輪娘ギアラちゃん（平川雄一）
- 雨の朝サブは（原作：梶原一騎、作画：下條よしあき）
- 暗黒星（作：錦城雅也、画：樹本ふみきよ）
- 化石の記憶（たがみよしひさ）
- 1夫5妻 〜僕がモテる理由〜（村生ミオ）
- イノセント 〜処刑天使（原作：宮崎克、作画：高岩ヨシヒロ）
- 医療捜査官像王（原作：酒井直行、作画：長尾文子）
- 宇宙海賊キャプテンハーロック（松本零士）
- 馬の旅人（やまさき拓味）
- 売る女（乾はるか）
- 噂のショートホープ（ありま猛）
- エロタン（三浦みつる）
- 奥様アパートただいま満室（大地翔）
- 奥様ランチ（大地翔）
- お元気クリニック（乾はるか）
- おさかん家族（永井豪）
- 男おいら三枚目（作：池田悦子、画：守谷哲巳）
- 男・天を突く（原作：川辺優、作画：郷力也）
- おとめ座の怪人（こしばしげる）
- 女たちの詩シリーズ（つのだじろう）

### か行
- カエルのうさぎとび（スリッパ大石）
- カクテル25時（佐多みさき）
- 家庭救助犬リーチ（早川恵子）
- 仮面の狩人ノブ（佐多みさき）
- 仮面の忍者 赤影 Remains（原作：横山光輝、作画：神崎将臣）
- 関東三国志（原作：夏原武、作画：渡辺保裕）
- ガンフロンティア（松本零士）
- ギアな風牌（原作：来賀友志、作画：市川智茂）
- 気ままにTry-あんぐる（村生ミオ）
- ギャグ1ダース（安藤茂樹）
- ギャングスターズ（原作：夏原武 作画：盧美英）
- 銀玉マサやん（堂上まさ志）
- 金瓶梅（山上たつひこ）
- 空気の底（手塚治虫）
- げき鉄（作：伊月慶悟、画：今泉伸二）
- 外道おとこ唄（作：原麻紀夫、画：土光てつみ）
- 現代奇業漫画（はらたいら）
- 恋する喫茶店（シタラマサコ）
- 極道ソクラテス（原作：小川竜生、作画：ビッグ錠）
- 子育て純次郎（原作：小嵐九八郎、作画：鎌田洋次）

### さ行
- サイボーグ009 グリーンホール編（石ノ森章太郎）
- Theかぼちゃワイン 〜Another〜（三浦みつる）
- ザ・プローカー（古沢優、原作：九十九森）
- 打鐘（山本康人）
- さむらいブルース（名胡桃ゆう）
- 雀首（原作：来賀友志、作画：旭凛太郎）
- Jr,（桜多吾作）
- じゅんさいもん（原作：九十九森、作画：国広あづさ）
- 女王様ウォーズ（乾はるか）
- 贖罪島 Guilty Island （巻来功士）
- 素人のナマ舌（原作：来賀友志、作画：いがらし惠）
- 新書ワル（作：真樹日佐夫、画：影丸譲也）
- 新よのすけ（黒鉄ヒロシ）
- 新 堕靡泥の星（佐藤まさあき）
- 水軍の将 〜小西行長伝（能田達規）
- スクラップ学園（吾妻ひでお）
- すずめの唄（志名坂高次）
- ずっこけ侍ミケランジロウ（作：小松重男、画：能條純一）
- 青春チンポジュウム（作：小池一夫、画：神江里見）
- 銭狩り（作：芥真木、画：居村真二）
- SEXドクター尖三郎（ジョージ秋山）
- セレブ那由 AVない奥様（原作：みやすのんき、作画：七波のろ）
- 戦国自衛隊（原案：半村良、原作：福井晴敏、画：田辺節雄）
- せんべろ天使（作：蒼木豊、画：雅亜公）
- 蒼茫の大地、滅ぶ（原作：西村寿行、作画：田辺節雄）
- ZONE-B（原作：九十九森、作画：池田文春）
- ソドムとゴモラ（作：小堀洋、画：真弓雅彦）

### た行
- タイム虎ベル（石ノ森章太郎）
- 濁ジョータロー（作：板垣恵介、画：叶精作）
- たけし君の純情（みやたけし）
- 旅人たち（永島慎二）
- 探偵◆力豪（峰岸とおる）
- ちゃんこデブ煮えた?（いがらし惠）
- 津軽青春山河（司敬）
- 月の教室（立原あゆみ）
- できんボーイZ（田村信）
- 鉄火場（原作：来賀友志、作画：武美和）
- デパートメント（玄太郎）
- 天使のフェロモン（大地翔）
- DOORS（佐多みさき）
- 東京アンデッド（原作：中山茂大、作画：佐伊村司）
- 逃亡医F（原作：伊月慶悟、作画：佐藤マコト）
- 透明社員X（山田こうすけ）
- ドランクヴィーナスちどり（原作：青木健生、作画：岸みきお）

### な行
- 流れ星見たか（中城健）
- ナックル・ウォーズ（原作：狩撫麻礼、作画：谷口ジロー）
- 人間昆虫記（手塚治虫）
- 寝盗り由兵衛（原作：八剣浩太郎、作画：ケン月影）

### は行
- 牌の魔術師（作：阿佐田哲也、画：北野英明）
- はがし屋拳士（水穂しゅうし）
- 白衣のアマゾネス（作：粕谷秀夫、画：いしわた周一）
- 働くオジさん 〜地上の星になれ（出沢昌平）
- ハンターお竜（棚下照生）
- バブルガム（原作：神津しおん、作画：成田マナブ）
- パパは大物!（大和正樹）
- パパはもっともっと大モノ!（原作：鳴海丈、作画：大和正樹）
- 比興の者（原作：宮崎克、作画：ケン月影）
- ピクニック・ロード（はやせ淳）
- 美女斬り御免! だるま大吾郎艶情剣（著：鳴海丈、挿絵：八月薫）※小説
- 美食広域捜査官 英薫（原作：九十九森、作画：今泉伸二）
- 秘書はマドンナ（大和正樹）
- 火見子（村生ミオ）
- ビューティ男（原作：伊月慶悟、作画：叶精作）
- ひょう六活人剣（名胡桃ゆう）
- FOOD BROKER ハイエナ（作：九十九森、画：旭凛太郎）
- プカリトピア（岩本久則）
- 奮闘! びったれ（原作：田島隆、作画：高橋昌大） → 『別冊ヤングチャンピオン』に移籍、『びったれ!!!』に改題。
- ぶんぼべらし（いとう耐）
- ヘイ! タクシー（佐多みさき）
- 紅刷り夜太（作：梶川良、画：甲良幹二郎）
- 毒猫 〜PoisonCat〜（原作：平井りゅうじ、作画：岡田正尚）
- 報道ギャング ABSURD!（米原秀幸）
- ほどよい男たちのバラード（東陽片岡）
- 滅びの笛（原作：西村寿行、作画：田辺節雄）
- 暴走総理（渋沢サツキ）

### ま行
- マーメイド（原作：桜小路むつみ、作画：フルヤヒロム）
- ミスターフライ（作：柿崎雅人、画：畠山耕太郎）
- メトロ・サヴァイブ（藤澤勇希）
- めらんこりっ喰・街道（作：樫村ヨウ、画：望月あきら）
- 妄想漫画俘虜記 夜はじゅんじゅん（原作：羽生生純、写真：朱埈鏞）

### や行
- 焼き鳥ファクトリー 刺すか笹塚（堀道広）
- 焼肉横丁を行く!（原野空丸）
- やけくそ天使（吾妻ひでお）
- ヤレんのかっ AV道場 The Comic（岡田正尚）
- ユーカリスト（倉島圭）
- 優駿の門 -ピエタ-（やまさき拓味）
- 夢化粧（原作：矢島正雄、作画：上村一夫）
- 四次元半襖の下張り（石ノ森章太郎）
- よのすけ（黒鉄ヒロシ）
- 読めば分かる！おとなの童話（出沢昌平）

### ら行
- 雷神 孫市（さだやす圭）
- LOVERS HOTEL（原作：夏原武、作画：天馬ふぇみお）
- リバース（原作：日向葵、作画：内山まもる）
- 猟奇刑事 ギト（作：TAK、画：モリ）
- レギオン（藤澤勇希）
- 路地裏探検隊（原作：朱埈鏞、作画：原野空丸）

### わ行
- ワイルド・キャット（石森章太郎）
- ワイルドキャット（原作：石ノ森章太郎、脚本：赤羽シュン、漫画：雨宮淳）
- 若殿はつらいよ!（原作：鳴海丈、作画：ケン月影）
- 我が名は狼（たがみよしひさ）
- ワルタハンガ（藤澤勇希）

## 映像化作品

### アニメ化
| 作品                         | 放送年        | アニメーション制作   | 備考 |
| ---------------------------- | ------------- | -------------------- | ---- |
| 宇宙海賊キャプテンハーロック | 1978年-1979年 | 東映動画             |      |
| ガンフロンティア             | 2002年        | ベガエンタテイメント |      |

| 作品             | 発売年 | アニメーション制作             | 備考 |
| ---------------- | ------ | ------------------------------ | ---- |
| お元気クリニック | 1992年 | ニューネットワーク、東京キッズ |      |

### 実写化
| 作品             | 公開年        | 配給     | 備考 |
| ---------------- | ------------- | -------- | ---- |
| お元気クリニック | 1988年        | にっかつ |      |
| 新書ワル         | 1992年-1995年 | N/A      |      |

| 作品 | 発売年        | 制作 | 備考 |
| ---- | ------------- | ---- | ---- |
| 打鐘 | 1993年-1994年 | N/A  |      |

| 作品             | 発売年        | 制作 | 備考 |
| ---------------- | ------------- | ---- | ---- |
| お元気クリニック | 2008年-2009年 | AVS  |      |